# Estádio Alejandro Villanueva
O Estádio Alejandro Villanueva (também conhecido como Matute) é um estádio de futebol localizado na cidade de Lima, no Peru. Pertence ao Alianza Lima.
Inaugurado em 27 de Dezembro de 1974, com um amistoso entre o Alianza Lima e o Club Nacional de Football do Uruguai.
Foi um dos locais alternativos para a Seleção Peruana de Futebol nas eliminatórias sul-americanas para a Copa do Mundo de 2010 na África do Sul e também foi registrado como um dos locais alternativos para as eliminatórias sul-americanas antes da Copa do Mundo da Rússia de 2018. Da mesma forma, foi considerada uma possível sede para os Jogos Pan-Americanos de 2019, mas seu credenciamento não foi finalizado.
Tem capacidade para 33.938 torcedores e recebeu o nome em homenagem a um grande jogador da história do clube, Alejandro Villanueva.

## Jogos importantes

### Final internacional
| Data               | Mandante          | Placar | Visitante   |
| ------------------ | ----------------- | ------ | ----------- |
| 1 de julho de 2012 | Defensor Sporting | 0-1    | River Plate |

### Jogos da Seleção Peruana
| Data       | Mandante | Placar | Visitante      | Evento               |
| ---------- | -------- | ------ | -------------- | -------------------- |
| 1-7-1975   | Peru     | 2-0    | Equador        | Partida amistosa     |
| 10-7-1975  | Peru     | 2-0    | Paraguai       | Partida amistosa     |
| 7-8-1975   | Peru     | 3-1    | Bolívia        | Copa América de 1975 |
| 20-8-1975  | Peru     | 3-1    | Chile          | Copa América de 1975 |
| 4-10-1975  | Peru     | 0-2    | Brasil         | Copa América de 1975 |
| 12-11-1980 | Peru     | 1-1    | Uruguai        | Partida amistosa     |
| 4-2-1981   | Peru     | 1-3    | Checoslováquia | Partida amistosa     |
| 11-2-1981  | Peru     | 1-2    | Bulgária       | Partida amistosa     |